# Union sportive madinet El Harrach
Pour les articles homonymes, voir El-Harrach (homonymie).
 (octobre 2017).
Si vous disposez d'ouvrages ou d'articles de référence ou si vous connaissez des sites web de qualité traitant du thème abordé ici, merci de compléter l'article en donnant les références utiles à sa vérifiabilité et en les liant à la section « Notes et références ».
Maillots
Actualités
L'Union Sportive Madinet El Harrach (en arabe الاتحد الرياضي لمدينة الحراش), est un club de football algérien de seconde division depuis 20 ans, fondé en 1935 et basé dans la commune d'El Harrach à Alger. 
L'USMH est l'un des premiers clubs fondés en Algérie. Le club est une école de football dans laquelle nombre de grands joueurs algériens ont débuté à l'image de Brahim bodhina, Hakim Medane, Khaled Lounici, Abdelkader Meziani ou Mohamed Rahem, tous des meneurs de jeu. Ses couleurs initiales étaient le vert, le blanc et le rouge, mais à l'occasion de la réforme sportive de 1977, et son association avec la Sonarem (société nationale de recherche et d'exploitation minière), ils adoptèrent les couleurs du jaune et du noir, toujours utilisées aujourd'hui.

## Nom

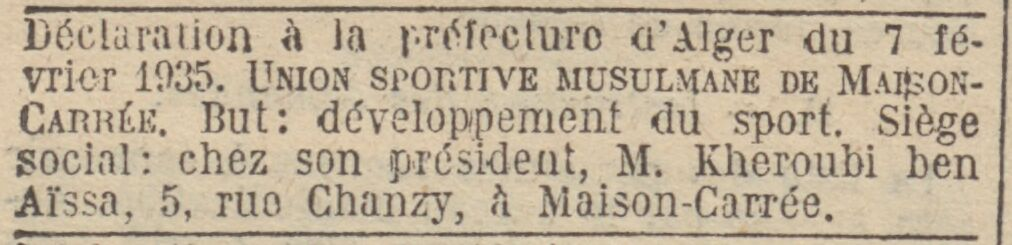
Union Sportive Musulmane Maison Carrée 1935

En mars 1935 naît l'idée de créer un club de football pour les jeunes musulmans de Maison-Carrée. Il prend le nom d'Union sportive musulmane de Maison-Carrée (USMMC) et évolue en amical jusqu'à son affiliation le 23 janvier 1935.
Vers la fin de l'année 1977 une réforme sportive eut lieu car voulu par le ministère de la Jeunesse et des Sports, afin de donner aux clubs de l'élite une bonne assise financière leur permettant de se structurer de manière professionnelle (en ASP qui signifie Association sportive de performances). Le but était donc qu'ils aient une autonomie totale de gestion avec la création de leur propre centre de formation. Pour cela beaucoup de clubs durent sacrifier leurs noms et les renommer suivant le principal sponsor. On a ainsi pu voir apparaître dans certaines noms de clubs la lettre P des pétroliers de la Sonatrach sponsoriser le MC Alger, le MC Oran et l'ES Sétif, renommés MP Alger, MP Oran et EP Sétif. De même la Sonelgaz, avec le K de Kahraba (gaz), sponsorisa la JS Kabylie, qui abandonna son nom de Jeunesse sportive de Kabylie en Jamiat Sari' Kawkabi, ou l'USM Alger, renommée USK Alger. Mais aussi la CNAN (Compagnie national algérienne de navigation) avec le M de Milaha (signifiant navigateur) qui sponsorisa le Nasr athlétique Hussein Dey devenu Milaha Athlétique de Hussein Dey, et bien d'autres encore.
L'USMMC va être parrainé par la Sonarem, ce qui induit le changement de son nom qui devient Union sportive Manadjem El-Harrach (USMH).

## Histoire

### Époque coloniale
L'Union sportive musulmane de Maison-Carrée évolue durant l'époque coloniale pendant près de vingt un ans entre les années 1935 et 1956 (date à laquelle le FLN ordonne aux clubs musulmans d’arrêter toute activité sportive).

### Premières saisons post-indépendance
Après sa participation dans les championnats de 1962-1963, puis celle de 1963-1964, l'USMMC n'a pas pu accéder en première division et a joué en deuxième division lors de la saison 1964-1965, puis elle galérait en division inférieure, jusqu'à l'année 1975 où l'équipe accède en D1 à partir de la saison 1975-1976. Elle ne la quitte pas jusqu'en 1999.

### Premier titre en 1974 avec la Coupe d'Algérie
L'équipe de l'USMMC gagne son premier titre national en 1974, à l'occasion de la finale de la Coupe d'Algérie contre la WA Tlemcen dans une finale historique car remportée pour la première fois par un club de deuxième division. Avec des joueurs de renommée tels que Selmi, Tahar, Belabed, Hamoui, Kabri, Mokore, Sébia, Chenafi, Hadjeloun, Zitoun, Benahmed dit Abdelkader boulahya, Lahcen ; Benahmed était l’auteur du but qui a permis à l'USMMC de remporter la Coupe d'Algérie.

### La grande équipe des années 1980-90
L'USM El Harrach réalisa lors de ces années de grandes performances. En 1984,sous la houlette de l'entraîneur Mokhtar Belabed elle se classe vice-championne derrière le GC Mascara de Lakhdar Belloumi avec un point de moins.
En 1987, l'équipe parvient à gagner son deuxième titre en Coupe d'Algérie en battant en finale le JS Bordj Menaïel par 1 but à 0.
En 1992, le club réussit encore à se classer second en championnat, derrière le champion MC Oran d'Abdelhafid Tasfaout.
Sur le plan international, toujours avec comme entraîneur Mokhtar Belabed l'équipe participe à la Coupe des clubs champions arabes de football de 1985 en Irak et termine vice-championne.

### 1998: premier titre de Champion d'Algérie
| 1re mi-temps                               | 2e mi-temps |
| Tenue de l'USMH lors de la finale de 1998. |             |

En 1998, le championnat d'Algérie était composé de 2 groupes et les deux leaders s'affrontaient en finale, l'USM El Harrach remporte son premier et unique titre de Champion d'Algérie en battant en finale l'USM Alger.
Dans un match à rebondissements, l'USMH perdait 2 à 0 après 65 minutes de jeu et a même raté un penalty en première période, mais réussit à renverser la vapeur et à marquer 3 buts bien que l'USMA rata l'égalisation sur penalty en fin de partie.
L'équipe de l'USMH était composée de Diab, Yahia, Oueld Mata (GB), Kasri , Kerrache, Kabri, Fekkid, Lounici (Cap.), Benaissi, Benchikha, Meraga (Rahem Fayçal) (Said Boutaleb).

### 1999-2008: Traversée du désert en D2
Lors de la saison 1998-1999, l'équipe ne réussit pas à se maintenir en D1 et se voit reléguée pour la première fois depuis son accession en 1975. La saison suivante, l'équipe se classe troisième en D2 et revient en D1 pour la saison 2000-2001, mais dès son retour, l'équipe ne peut garantir sa survie en D1 et se voit encore une fois retourner à l'enfer de la D2 mais cette fois pour longtemps (7 ans).

### 2008-2014: L'ère Charef

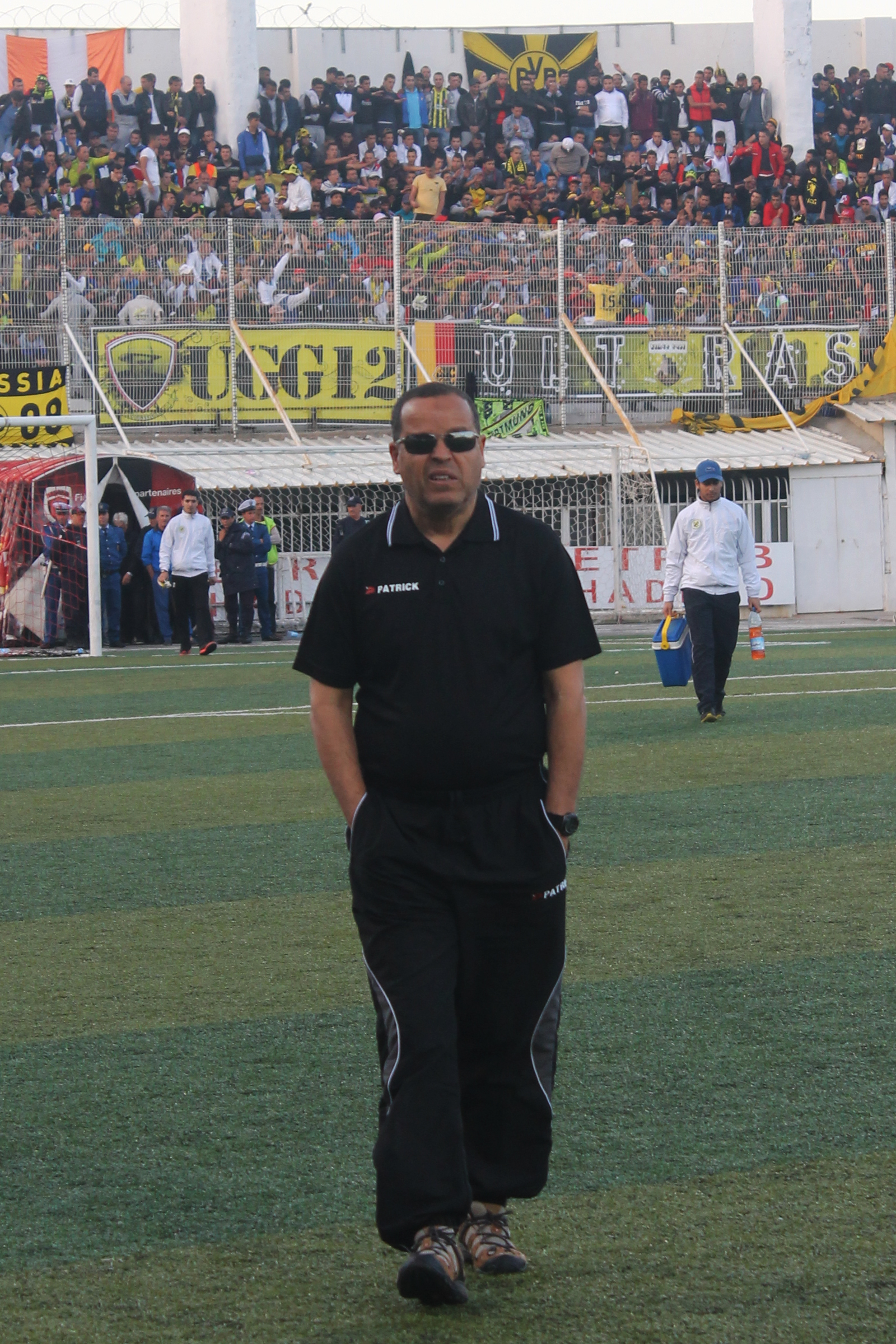
Charef en 2014 a Bologhine

Au terme de sept années passées en deuxième division depuis 2001, l'USMH fait son retour parmi l'élite du football algérien dans des conditions controversées en raison, notamment, de l'affaire RCK-FAF. Le club, dirigé depuis 2007 par le revenant Mohamed Laïb, nomme Boualem Charef à la tête de sa barre technique.
Pour leur première saison en D1 depuis 2001, les Jaune et Noir parviennent à se maintenir sans trop de soucis dans un championnat remanié avec 17 clubs participants. En Coupe d'Algérie, l'USMH est sorti dès le premier tour par l'ES Sétif.
Après cela, l'équipe réussit à se maintenir toute en produisant du beau jeu, notamment grâce à la stabilité du banc et à la politique de l'équipe qui se base sur des jeunes joueurs formés ou recrutés des petits clubs d'Algérie. En cette période, le club réussit à arriver lors de la saison 2010/2011 en finale de la Coupe d'Algérie perdue face à la JS Kabylie, et à se classer encore une troisième fois deuxième en championnat lors de la saison 2012/2013 à 2 points du vainqueur l'ES Sétif.

### 2014-2016: Retour de Charef, départ de Laïb

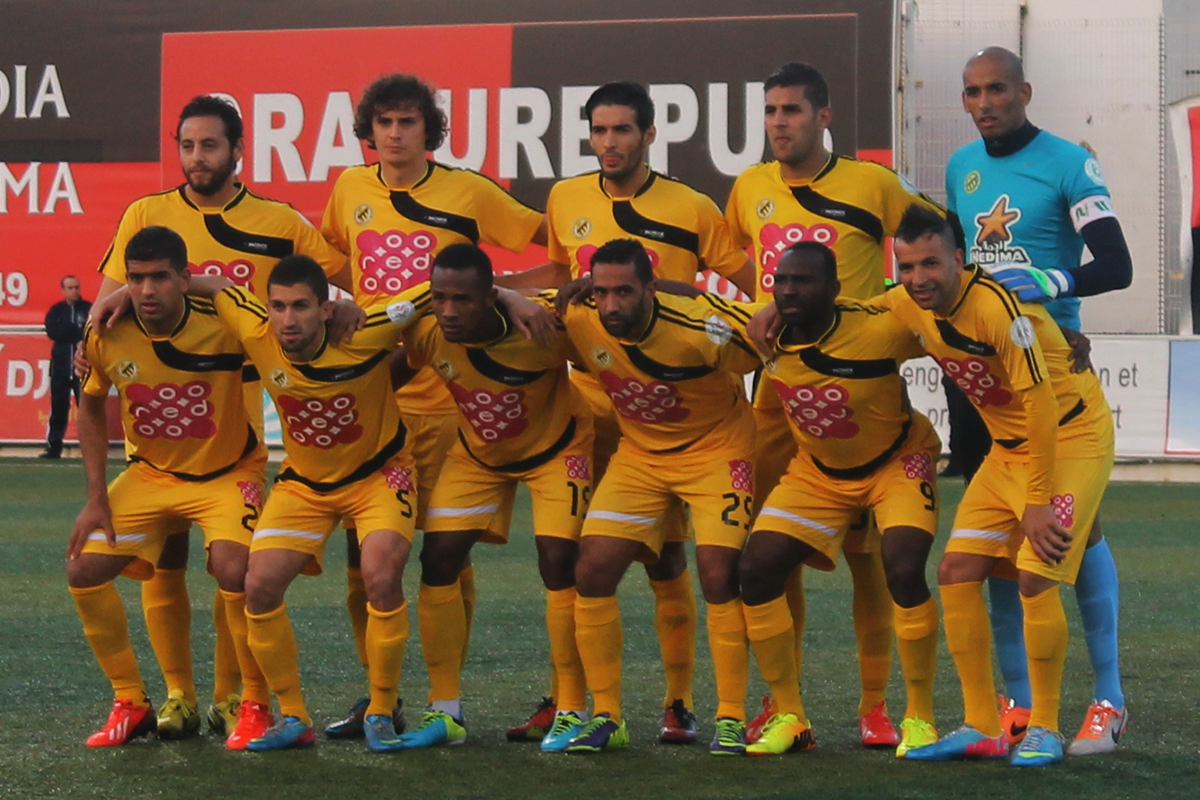
l'USM El Harrach en 2014 a Bologhine

Après le début difficile de la saison pour les Harrachis et le départ de l’entraîneur Charef, l'équipe a pu se surpasser en gérant les matchs de championnat avec beaucoup de succès, grâce à la continuité dans la politique de formation de jeunes prônée par le nouvel entraîneur Abdelkader LIaiche mélangé aux qualités des joueurs d'expériences, le club se maintient au milieu du classement.
Cette période durera pas longtemps, car après le nul concédé à domicile face à l'USM Alger (0-0) lors de la 20e journée, l’entraîneur Laiche est obligé de démissionner en laissant l'USMH septième au classement. Boualem Charef revient début mars et prend les commandes de l'équipe après avoir passé 5 mois au MC Alger, puis 2 mois à l'USM Bel Abbès. L'USMH termine le championnat bonne place mais rate de peu le podium lors de dernières journées ou elle finira quatrième au classement général.

### 2016-2019: Relégation en Ligue 2
L'USMH a passé deux saisons difficiles en Ligue 1, surtout celle de 2017-18 avec des nombreux problèmes de gestion du club et le bras de fer opposant les anciens dirigeants de l'équipe, ce qui a conduit à une instabilité sur tous les plans menant à la relégation du club en Ligue 2 après dix ans au sein de l'élite.

## Résultats sportifs

### Palmarès
| Compétitions nationales | Compétitions internationales |
| --- | --- |
| - Ligue 1 (1) - Champion : 1998. - Vice-champion : 1984, 1992 et 2013. - Coupe d'Algérie (2) - Vainqueur : 1974 et 1987. - Finaliste : 2011. - Ligue 2 (1) - Champion du Gr Centre : 1975. | - Ligue des champions de la CAF - 1/8 de finale : 1999. - Coupe de la CAF - 1/4 de finale : 1993. - Coupe arabe des clubs champions - Vice-champion : 1985. |

| Palmarès des jeunes |
| --- |
| Espoir - Coupe d'Algérie Espoir (1) - Vainqueur : 2019. - Finaliste : 2015. Junior - Coupe d'Algérie Junior (5) - Vainqueur : 1982, 1983, 1984, 1986 et 1994. - Finaliste : 1969. Cadets - Coupe d'Algérie Cadets - Finaliste : 2015. |

### Classement en championnat par année
- 1962-63 : C-H Gr. centre Gr. 1, 3e
- 1963-64 : D-H Gr. centre, 10e
- 1964-65 : D2, Gr. centre, 4e
- 1965-66 : D2, Gr. centre, 11e
- 1966-67 : D3, Gr. centre, 7e
- 1967-68 : D3, Gr. centre, 9e
- 1968-69 : D3, Gr. centre, e
- 1969-70 : D3, Gr. centre, e
- 1970-71 : D3, Gr. centre, 1re
- 1971-72 : D2, Gr. centre, 3e
- 1972-73 : D2, e
- 1973-74 : D2, e
- 1974-75 : D2 Gr. centre, 1re
- 1975-76 : D1, 7e
- 1976-77 : D1, 9e
- 1977-78 : D1, 10e
- 1978-79 : D1, 5e
- 1979-80 : D1, 9e
- 1980-81 : D1, 4e
- 1981-82 : D1, 4e
- 1982-83 : D1, 6e
- 1983-84 : D1, 2e
- 1984-85 : D1, 9e
- 1985-86 : D1, 9e
- 1986-87 : D1, 11e
- 1987-88 : D1, 5e
- 1988-89 : D1, 9e
- 1989-90 : D1, 12e
- 1990-91 : D1, 9e
- 1991-92 : D1, 2e
- 1992-93 : D1, 6e
- 1993-94 : D1, 11e
- 1994-95 : D1, 12e
- 1995-96 : D1, 7e
- 1996-97 : D1, 4e
- 1997-98 : D1, 1re
- 1998-99 : D1 Gr. A, 9e
- 1999-00 : D2, 3e
- 2000-01 : D1, 15e
- 2001-02 : D2, Gr. centre-ouest 6e
- 2002-03 : D2, Gr. ouest 3e
- 2003-04 : D2, Gr. centre 2e
- 2004-05 : D2, 4e
- 2005-06 : D2, 6e
- 2006-07 : D2, 10e
- 2007-08 : D2, 4e
- 2008-09 : D1, 11e
- 2009-10 : D1, 6e
- 2010-11 : Ligue 1, 4e
- 2011-12 : Ligue 1, 10e
- 2012-13 : Ligue 1, 2e
- 2013-14 : Ligue 1, 5e
- 2014-15 : Ligue 1, 4e
- 2015-16 : Ligue 1, 8e
- 2016-17 : Ligue 1, 13e
- 2017-18 : Ligue 1, 15e
- 2018-19 : Ligue 2, 11e
- 2019-20 : Ligue 2, 16e
- 2020-21 : Ligue 2 Gr. centre, 7e
- 2021-22 : Ligue 2 Gr. centre, 6e
- 2022-23 : Ligue 2 Gr. centre, 7e
- 2023-24 : Ligue 2 Gr. centre, e

### Bilan sportif
mise à jour fin 2016-17 (manque saison 1967-68, 1968-69, 1969-70, 1970-71, 1972-73, 1973-74, 1974-75, 2001-02)
| Nationale                     | Saisons     | Titres | J    | G   | N   | P   | Bp   | Bc   | Diff | Points |
| ----------------------------- | ----------- | ------ | ---- | --- | --- | --- | ---- | ---- | ---- | ------ |
| Ligue 1                       | 34          | 1      | 1051 | 371 | 233 | 347 | 1037 | 991  | +46  | 1563   |
| Ligue 2                       | (10 sur 14) | 1      | 300  | 147 | 74  | 79  | 398  | 262  | +136 | 556    |
| Division 3                    | (1 sur 5)   | 1      | 22   | 7   | 4   | 11  | 27   | 41   | -14  | 40     |
| Critérium d'Honneur (1962-63) | 1           | 0      | 18   | 10  | 4   | 4   | 48   | 18   | +20  | 42     |
| Division d'Honneur (1963-64)  | 1           | 0      | 30   | 9   | 11  | 10  | 40   | 41   | -1   | 59     |
| Total Général                 | (47 sur 55) | 3      | 1390 | 536 | 319 | 435 | 1520 | 1314 | +197 | 2235   |

### Résultats en Coupe d'Algérie par saison
- Coupe d'Algérie de football 1962-1963 : ?
- Coupe d'Algérie de football 1963-1964 : 4e Tour
- Coupe d'Algérie de football 1964-1965 : 16e de finale
- Coupe d'Algérie de football 1965-1966 : ?
- Coupe d'Algérie de football 1966-1967 : ?
- Coupe d'Algérie de football 1967-1968 : ?
- Coupe d'Algérie de football 1968-1969 : 32e de finale
- Coupe d'Algérie de football 1969-1970 : 16e de finale
- Coupe d'Algérie de football 1970-1971 : ?
- Coupe d'Algérie de football 1971-1972 : ?
- Coupe d'Algérie de football 1972-1973 : 16e de finale
- Coupe d'Algérie de football 1973-1974 : Vainqueur(1)
- Coupe d'Algérie de football 1974-1975 : 8e de finale
- Coupe d'Algérie de football 1975-1976 : 32e de finale
- Coupe d'Algérie de football 1976-1977 : ?
- Coupe d'Algérie de football 1977-1978 : ?
- Coupe d'Algérie de football 1978-1979 : Quart de finale
- Coupe d'Algérie de football 1979-1980 : ?
- Coupe d'Algérie de football 1980-1981 : Quart de finale
- Coupe d'Algérie de football 1981-1982 : Quart de finale
- Coupe d'Algérie de football 1982-1983 : Demi-Finale
- Coupe d'Algérie de football 1983-1984 : ?
- Coupe d'Algérie de football 1984-1985 : 8e de finale
- Coupe d'Algérie de football 1985-1986 : 16e de finale
- Coupe d'Algérie de football 1986-1987 : Vainqueur(2)
- Coupe d'Algérie de football 1987-1988 : Demi-Finale(2)
- Coupe d'Algérie de football 1988-1989 : 8e de finale
- L'édition 1989-1990 de la Coupe d'Algérie n'a pas été joué pour la mauvaise programmation en raison des échéances de la sélection algérienne (éliminatoires de la coupe du monde 1990 .
- Coupe d'Algérie de football 1990-1991 : 8e de finale
- Coupe d'Algérie de football 1991-1992 : 8e de finale
- Tout comme l'édition de 1990, la Coupe d'Algérie 1992-1993 a été reportée pour des raisons qui concerne l'équipe nationale aux éliminatoires de la word cup 1994 .
- Coupe d'Algérie de football 1993-1994 : 8e de finale
- Coupe d'Algérie de football 1994-1995 : 16e de finale
- Coupe d'Algérie de football 1995-1996 : 32e de finale
- Coupe d'Algérie de football 1996-1997 : 32e de finale
- Coupe d'Algérie de football 1997-1998 : 8e de finale
- Coupe d'Algérie de football 1998-1999 : 32e de finale
- Coupe d'Algérie de football 1999-2000 : 16e de finale
- Coupe d'Algérie de football 2000-2001 : 32e de finale
- Coupe d'Algérie de football 2001-2002 : 32e de finale
- Coupe d'Algérie de football 2002-2003 : 16e de finale
- Coupe d'Algérie de football 2003-2004 : 32e de finale
- Coupe d'Algérie de football 2004-2005 : 16e de finale
- Coupe d'Algérie de football 2005-2006 : 16e de finale
- Coupe d'Algérie de football 2006-2007 : ?
- Coupe d'Algérie de football 2007-2008 : ?
- Coupe d'Algérie de football 2008-2009 : 32e de finale
- Coupe d'Algérie de football 2009-2010 : 32e de finale
- Coupe d'Algérie de football 2010-2011 : Finaliste(1)
- Coupe d'Algérie de football 2011-2012 : Demi-Finale(3)
- Coupe d'Algérie de football 2012-2013 : 8e de finale
- Coupe d'Algérie de football 2013-2014 : 32e de finale
- Coupe d'Algérie de football 2014-2015 : 16e de finale
- Coupe d'Algérie de football 2015-2016 : 8e de finale
- Coupe d'Algérie de football 2016-2017 : 8e de finale
- Coupe d'Algérie de football 2017-2018 : 16e de finale

### Participations internationales
- Coupe des clubs champions arabes a Baghdad (Irak):

Éliminatoires: USM El Harrach - Hay Al-Arab SC (Soudan) aller 3 mai 1985: 3-0 buts: Jefjef   7e et El Ghoul   50e (pen.)   66e    . et au retour a Khartoum: (0-2).
- - phase finale ; décembre 1985 a Baghdad (Stade Al-Shaab): 7 décembre 1985: USM El Harrach - Nejmeh (Liban)  3-0 buts: El Ghoul   et Abdelkader Meziani  (2 buts).
- 9 décembre 1985: USM El Harrach - Al-Rasheed  (Irak) 1-2 but: Abdelkader Meziani   .
  - Source: Al Watan Al Riyadi, janvier 1986.

## Parcours de l'USM El Harrach en coupe d'Algérie
| Saison    | Tour             | Matchs                | Résultats       |
| --------- | ---------------- | --------------------- | --------------- |
| 1962-63   | ?                | ?                     | ?               |
| 1963-64   | Finaliste        | SC Affreville         | 2-0             |
| 1964-65   | Finaliste        | Finaliste             | 2-4             |
| 1965-66   | ?                | ?                     | ?               |
| 1966-67   | ?                | ?                     | ?               |
| 1967-68   | ?                | ?                     | ?               |
| 1968-69   | 1/32 finale      | OM Saint Eugène       | 4-3             |
| 1969-70   | 1/16 finale      | JSM Tiaret            | 1-0             |
| 1970-71   | ?                | ?                     | ?               |
| 1971-72   | ?                | ?                     | ?               |
| 1972-73   | 1/16 finale      | USM Alger             | 2-1             |
| 1973-74   | Vainqueur        | WA Tlemcen            | 1-0             |
| 1974-75   | 1/8 finale       | NAHussein-Dey         | 0-2             |
| 1975-76   | 1/32 finale      | MC Alger              | 2-0             |
| 1976-77   | ?                | ?                     | ?               |
| 1977-78   | ?                | ?                     | ?               |
| 1978-79   | 1/4 finale       | JE Tizi Ouzou         | 2-0 a.p         |
| 1979-80   | ?                | ?                     | ?               |
| 1980-81   | 1/4 finale       | USM Alger             | 1-0             |
| 1981-82   | 1/4 finale       | CS DNC Alger          | 0-0 t.a.b 3-1   |
| 1982-83   | 1/2 finale       | ASM Oran              | 2-1             |
| 1983-84   | 1/16 finale      | CS Université d'Oran  | 0-0 t.a.b 4-1   |
| 1984-85   | 1/8 finale       | GC Mascara            | 0-0 t.a.b 3-2   |
| 1985-86   | 1/32 finale      | RC Kouba              | 1-1 t.a.b 6-5   |
| 1986-87   | Vainqueur        | JS Bordj Menail       | 1-0             |
| 1987-88   | 1/2 finale       | CR Belcourt           | 2-1             |
| 1988-89   | 1/8 finale       | MC Oran               | 2-1             |
| 1989-90   | N.J              | N.J                   | N.J             |
| 1990-91   | 1/8 finale       | ES Sétif              | 1-1 t.a.b 5-4   |
| 1991-92   | 1/8 finale       | NA Hussein Dey        | 2-0             |
| 1992-93   | N.J              | N.J                   | N.J             |
| 1993-94   | 1/8 finale       | USM Blida             | 1-0             |
| 1994-95   | 1/16 finale      | CR Belouizdad         | 2-1             |
| 1995-96   | 1/32 finale      | ES Sétif              | 1-0             |
| 1996-97   | 1/32 finale      | WA Tlemcen            | 3-0             |
| 1997-98   | 1/8 finale       | USM Annaba            | 1-0             |
| 1998-99   | 1/32 finale      | MB Tlidjène           | 1-0 a.p         |
| 1999-00   | 1/16 finale      | USM Alger             | 1-0             |
| 2000-01   | 1/32 finale      | AS Aïn M'lila         | 1-0             |
| 2001-02   | 1/32 finale      | IRBK El Khechna       | 2-2 t.a.b 4-3   |
| 2002-03   | 1/16 finale      | CR Belouizdad         | 1-0             |
| 2003-04   | 1/32 finale      | MC Oran               | 3-1             |
| 2004-05   | 1/16 finale      | MC Oran               | 2-0             |
| 2005-06   | 1/16 finale      | CA Bordj Bou Arreridj | 2-2 t.a.b 3-1   |
| 2006-07   | 1/64 finale      | MO Bejaia             | 0-0 t.a.b 6-5   |
| 2007-08   | 1/64 finale      | RC Kouba              | 1-0 a.p         |
| 2008-09   | 1/32 finale      | ES Sétif              | 1-0             |
| 2009-10   | 1/32 finale      | JSM Bejaia            | 6-2             |
| 2010-11   | Finaliste        | JS Kabylie            | 1-0             |
| 2011-12   | 1/2 finale       | ES Sétif              | 3-2             |
| 2012-13   | 1/8 finale       | USM Alger             | 1-0             |
| 2013-14   | 1/32 finale      | RC Arbaa              | 2-1 a.p         |
| 2014-15   | 1/16 finale      | USM Alger             | 2-0             |
| 2015-16   | 1/8 finale       | US Tébessa            | 1-0             |
| 2016-17   | 1/8 finale       | CABBA                 | 1-0             |
| 2017-18   | 1/16 finale      | US Biskra             | 1-0             |
| 2018-19   | 1/8 finale       | Paradou AC            | 3-0             |
| 2019-20   | 1/32 finale      | ES Guelma             | 0-0 t.a.b 4-1   |
| 2020-2021 | NJ               | COVID 19              | -               |
| 2021-2022 | NJ               | COVID 19              | -               |
| 2022-2023 | ADT              | NAHD                  | 1-3             |
| 2023-2024 | 4é tour régional | RCKouba               | (1-1ap) tab 2-4 |
| 2024-2025 |                  |                       |                 |

### Statistiques Tour atteint
l' USM El Harrach à participer en 55 édition, éliminé au tours régionale 03 fois et atteint les tours finale 43 fois.
| Édition | 1er tour | 2e tour | 3e tour | 4e tour | 64e de finale | 32e de finale | 16e de finale | 8e de finale | Quart de finale | Demi-finale | Finale | Champion |
| ------- | -------- | ------- | ------- | ------- | ------------- | ------------- | ------------- | ------------ | --------------- | ----------- | ------ | -------- |
| 55      | -        | -       | -       | -       | 02            | 12            | 11            | 11           | 03              | 04          | 06     | 02       |

## Identité du club

### Couleurs
Les premières couleurs fondatrices de l'USM El-Harrach étaient vert, rouge et blanc, symbole du nationalisme révolutionnaire algérien lors de l'époque coloniale, ces couleurs seront gardées après l'indépendance de l'Algérie jusqu'au 1977, date à laquelle le club change de dénomination ainsi que de couleurs pour passer au jaune et noir à l'occasion de la réforme sportive de l'époque, et son association avec la Sonarem (société nationale de recherche et d'exploitation minière). Ces couleurs ont donné un surnom au club : les jaune et noir toujours utilisées jusqu'à aujourd'hui.

### Logos

Ancien logo du club
Ancien logo du club
Ancien logo du club
Logo actuel du club

### Maillots portés par le club
|  |  |  |  |  |  |  |

## Personnalités du club

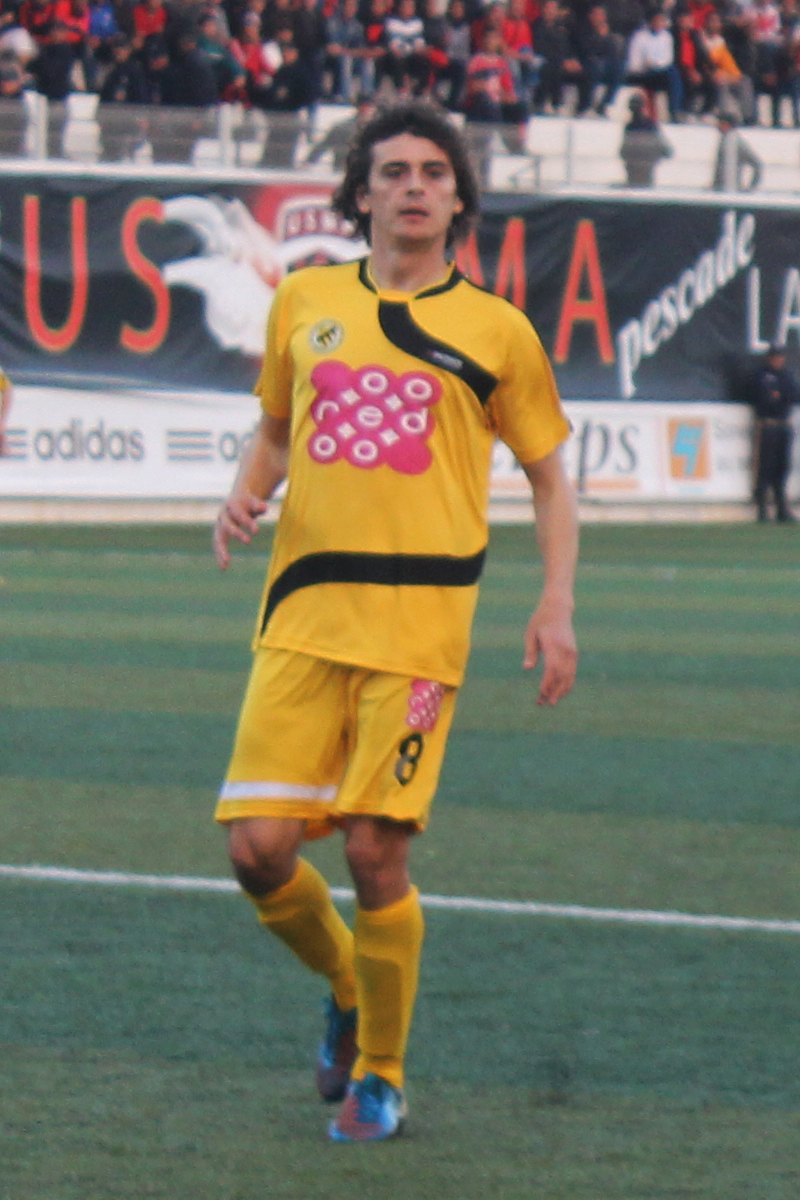
Karim Hendou en 2015 sous le maillot de l'USM El Harrach

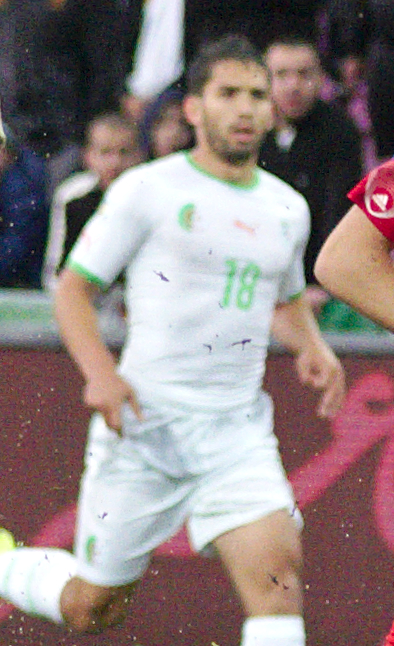
Abdelmoumene Djabou, ancien joueur de l'USMH

### Entraîneurs
- Mustapha Heddane (Champion avec l'USMH en 1998)
- Abdelkader Bahmane (Vainqueur de la Coupe d'Algérie avec l'USMH en 1974)
- Mokhtar Belabed (Vice-champion d'Algérie avec l'USMH en 1984 et finaliste de la coupe arabe des clubs champions avec l'USMH 1985 en Irak)
- Dan Anghelescu
- Brahim Ramdani
- Said Hadj Mansour
- Boualem Charef
- Noureddine Saâdi
- Younès Iftissen
- Azzedine Aït Djoudi
- Khaled Lounici
- Abdelaziz Bentifour

### Présidents
| No | Nom                      | Période                 |
| -- | ------------------------ | ----------------------- |
| 1  | Kherroubi Benaïssa       | janv. 1935 - juil. 1935 |
| 2  | Ben Allègue Lakhta       | juil. 1935 - janv. 1936 |
| 3  | Sahraoui Rabah           | 4 janv. 1936 - 1940     |
| 4  | Ould Abderahmane Bouïde  | 1940-1941               |
| 5  | Guenfoud Abdelkader      | 1941-1943               |
| 6  | Benyoucef Abdelkader     | 1943-1945               |
| 7  | Mefnoune                 | 1945-1946               |
| 8  | Benamar Boualem-Boumaraf | 1946-1956               |
| 9  | Chache M'hamed           | 1956- ????              |
| 10 | Rachid Chergou           | ????-1968               |
| 11 | Abdelkader Mana (1)      | 1968-1977               |
| 12 | Oubraham                 | 1977-1989               |
| 13 | Abdelkader Mana (2)      | 1989-1991               |
| 14 | Jamal Janky (1)          | 1991-1994               |
| 15 | Ahmed Kabri (1)          | 1994-1997               |
| 16 | Mohammed Laïb (1)        | 1997-1999               |
| 17 | Ahmed Kabri (2)          | 2000-2001               |
| 18 | Abdelkader Mana (3)      | 2001-2004               |
| 19 | Meziane Lefki            | 2004-2006               |
| 20 | Fethi Oubaïdi            | 2006-2007               |
| 21 | Mohammed Laïb (2)        | 2007-2015               |
| 22 | Abdelkader Mana (4)      | 2015-2017               |
| 23 | Fayçal Bensemra          | 2017                    |
| 24 | Mohammed Laïb (3)        | 2017-2023               |
| 25 | Mustapha mekour          | 2023-2025               |

## Structures du club

### Infrastructures

#### Stade du1erNovembre 1954
Connu anciennement sous le nom de: stade Lavigerie, il est rebaptisé stade du 1er-Novembre-1954 date du déclenchement de la guerre d'Algérie au lendemain de l'indépendance algérienne. Le stade situé dans le quartier d'El Mohammadia à El Harrach, faisant désormais partie de la commune d'El Mohammadia, a une capacité de 10 000 place qui fait office de stade d'entrainement et de compétition du club.

## Culture populaire

### Rivalités

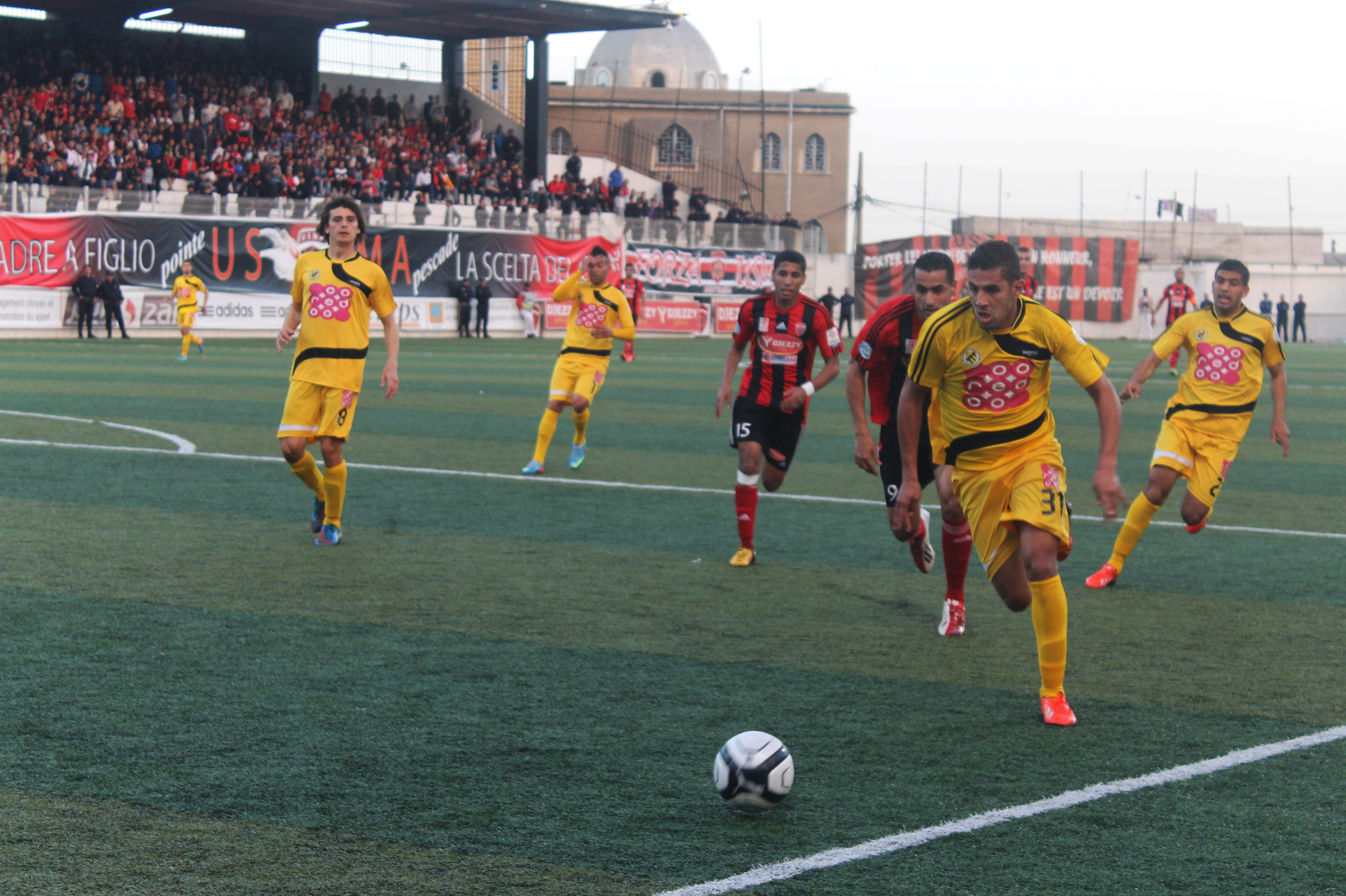
USMA-USMH a Bologhine en 2014

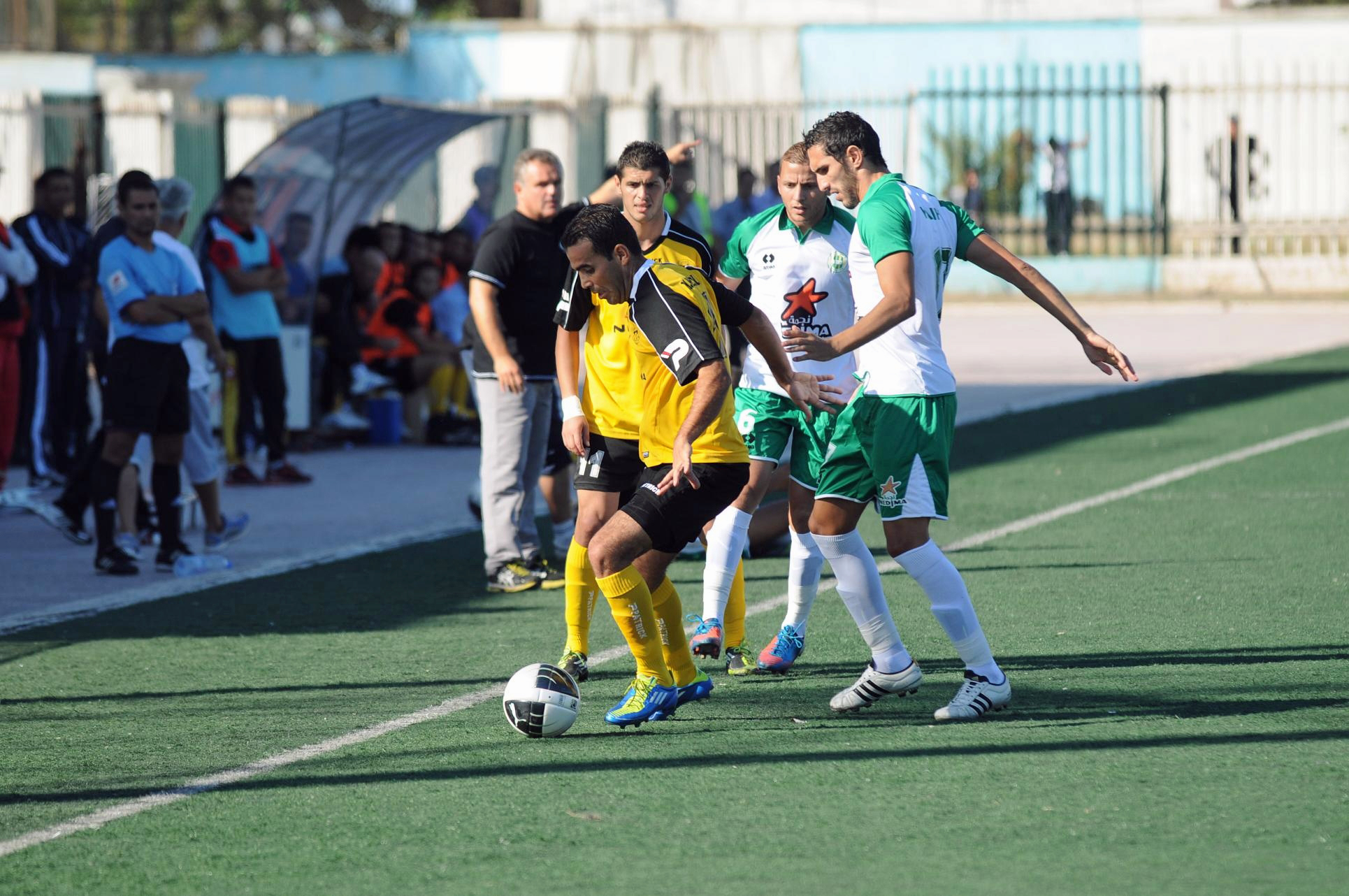
USMH-JSK a El Harrach en 2012

Le club de la commune d'El Harrach, détient une grande rivalité avec les clubs des autres quartiers algérois tels que le RCK (Kouba), CRB (Belouizdad), NAHD (Hussein Dey).

#### L'école Harrachi
L'école de football de l'USM El Harrach a formé de nombreux joueurs professionnels algériens tels que Hakim Medane, Khaled Lounici, Abdelkader Meziani ou Mohamed Rahem, Hacène Ogbi tous des meneurs de jeu qui ont fait les beaux jours de leurs époques.

### Supporters
L'USM El Harrach est un des clubs les plus populaires d'Alger, Les Harrachis sont connus pour leur chauvinisme. La moyenne d'affluence des supporters est de plus de 10000 supporters par match au Stade du 1er-Novembre-1954 mais le public harrachi a réussi a dépassé plusieurs fois ce nombre lors des grands événements comme lors de la finale de la Coupe d'Algérie de football 2010-2011.

### Les fiefs harrachis
La quasi-totalité des supporters du club habitent dans la commune d'El Harrach et les quartiers alentours comme "Belfort", "Lavigerie", "PLM", "La Glacière", "Baraki", "Les Eucalyptus", "Oued Smar" et "Bachdjerrah" mais aussi des régions excentrées.

### Groupe de supporteurs

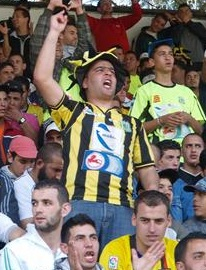
Supporteurs de l'USMH en 2010 au stade 1er novembre

Les groupes officiels de supporteurs :
|  | Nom                   | Abréviation | Date de création | Emplacement du stade |
|  | --------------------- | ----------- | ---------------- | -------------------- |
|  | Ultra’ Combattiva     | UC          | 2020             | Grinta Curva         |
|  | Ultras Gigante Giallo | UGG         | 2012             | Grinta Curva         |
|  | Ultras Yellow Castle  | UYC         | 2012             | Grinta Curva         |

## Sponsors
- Groupe industriel des ciments d'Algérie (GICA)
- Agrodiv